# ادیت زیمرمن
ادیت زیمرمن (آلمانی: Edith Zimmermann؛ زادهٔ ۱ نوامبر ۱۹۴۱) اسکی‌باز آلپاین اهل اتریش است.
او در لش (فرارلبرگ) متولد شد و در سال ۱۹۶۴ او در رشتهٔ سراشیبی مدال نقره را از آن خود کرد. در مسابقات اسلالوم پنجم و در مسابقات اسلالوم بزرگ ششم شد. او خواهر هایدی زیمرمن (متولد ۱ مه ۱۹۴۶)، برندهٔ دو مدال در مسابقات قهرمانی اسکی آلپاین فدراسیون بین‌المللی اسکی در سال ۱۹۶۶ است.